# Групповой портрет членов стрелковой гильдии «Старый арбалет» в Антверпене
«Групповой портрет членов стрелковой гильдии „Oude Voetboog“ („Старый Арбалет“) в Антверпене» — картина фламандского художника Давида Тенирса Младшего из собрания Государственного Эрмитажа.

## Описание картины
Как следует из названия картины, она является групповым портретом (в первом и втором рядах насчитывается более 50 лиц) — такие портретные группы с большим количеством задействованных персонажей появились в голландской живописи в середине XVI века и стали набирать большую популярность во Фландрии и Голландии во второй четверти XVII века. Например, годом ранее Рембрандт написал «Ночной дозор», а сам Тенирс — «Караульню». В отличие от предыдущих работ, несущих более жанровый характер, эта картина выстроена по принципам парадного портрета, фигуры людей занимают в основном статичное положение.
Члены гильдии изображены в чёрных камзолах с белыми воротниками-раф и с красными поясами-шарфами; у троих персонажей красный шарф перекинут через плечо — вероятно, это руководители гильдии. В левой части картины стоят барабанщик и двое стрелков с ружьями в жёлтых камзолах, ещё один стрелок в жёлтом камзоле стоит в центре рядом с руководством гильдии, знаменосец справа также в жёлтом камзоле. На правом краю картины стоит священник в красной мантии (возможно, кардинал), опирающийся на арбалет.

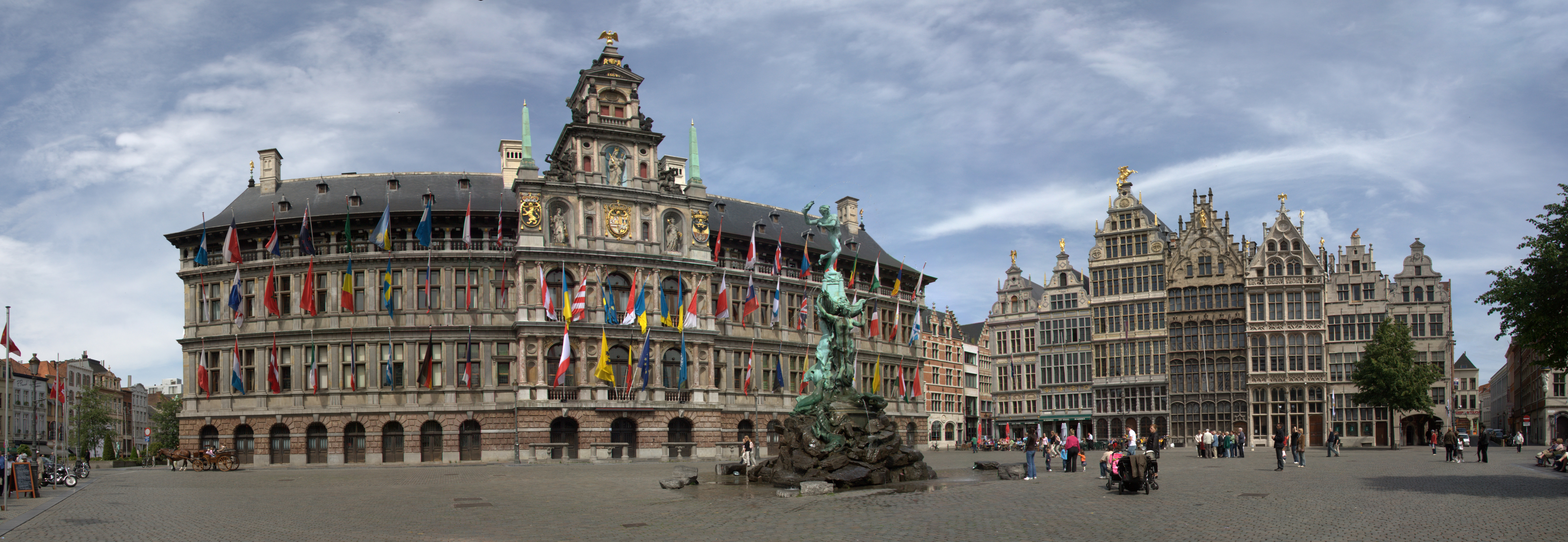
Площадь Гроте-Маркт в Антверпене. Здание ратуши и гильдейские дома. Май 2007 года

Важную роль играет фон — архитектурный пейзаж, изображающий главную антверпенскую площадь Гроте-Маркт (с нидерл. — «Большая рыночная площадь»). В левой части площади показано здание городской ратуши, построенное в 1561—1565 годах (архитектор Корнелис Флорис) и украшенное статуями «Мадонна с младенцем на полумесяце» («Непорочное зачатие»), «Правосудие» и «Мудрость». Правее видна улица Zilversmidstraat (Серебряных дел мастеров). На правом краю картины изображён Испанский дом (Huys van Spanien), в котором располагалась гильдия «Старый арбалет» (Oude Voetboog), — на уровне второго этажа оно украшено красным полотнищем с гербами.
Слева внизу находятся подпись художника и дата: DAVID. TENIERS. FEC. A 1643.

## Трактовки сюжета
Сюжет картины до конца не определён, существует несколько версий происходящего.
Ж.-Б. Декан ещё в середине XVIII века предположил, что Тенирс запечатлел момент парада различных гильдий ремесленников.
Микиельс счёл, что изображен момент принесения клятвы верности членами гильдии арбалетчиков.
Ван ден Бранден утверждал, что имеет место парад по случаю юбилея декана гильдии Годеварда Снейдерса. Маргрет Клинге сочла, что подобное утверждение маловероятно из-за отсутствия документальных подтверждений, но согласилась, что на картине запечатлён именно парад, хоть и по неустановленному поводу. Она же сообщает, что декан гильдии был одновременно и бургомистром Антверпена.

## Провенанс

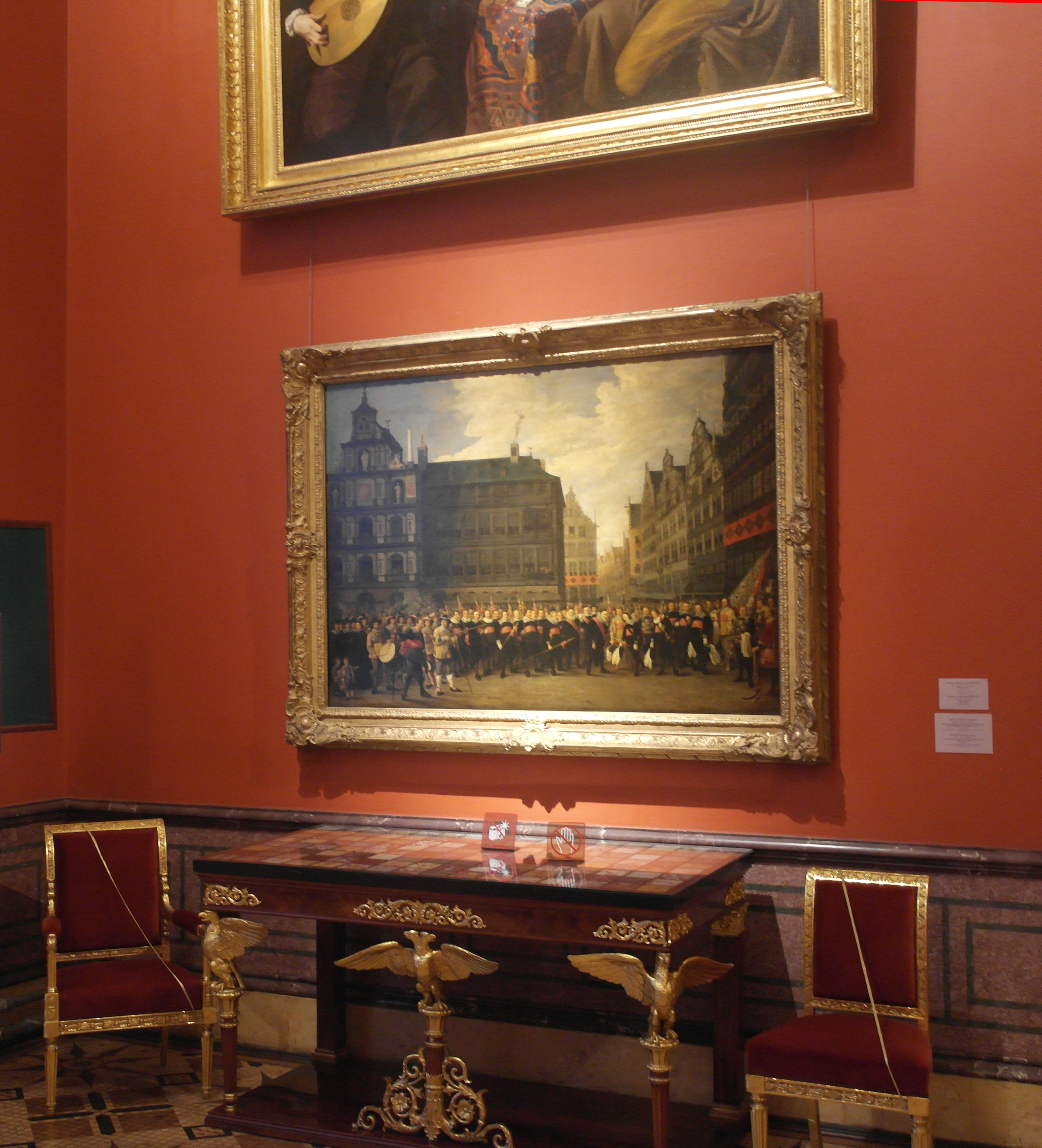
Картина в зале 245 Нового Эрмитажа

Картина написана в 1643 году и предназначалась для парадного зала гильдейского дома. Сам Тенирс являлся членом этой гильдии, поэтому Клинге высказала предположение, что картину он написал в качестве подарка гильдии и для освобождения от несения караульной службы, формально обязательной для всех членов гильдии.
В собственности гильдии стрелков картина находилась до 1649 года, когда из-за финансовых трудностей была продана вместе с «Коронованием победителя» Рембрандта (ныне в Кассельской картинной галерее) голландскому художнику Герарду Хуту. Далее картина оказалась в собрании ландграфа Гессен-Кассельского и в 1806 году была захвачена войсками Наполеона, передана Жозефине Богарне и хранилась в её замке Мальмезон. После смерти Жозефины в 1814 году перешла в собственность её дочери Гортензии Богарне и в 1815 году была продана ей императору Александру I. С тех пор картина находится в Эрмитаже и выставляется в здании Нового Эрмитажа в зале 245.